# جیانلوکا پولاس
جیانلوکا پولاس (انگلیسی: Gianluca Pollace؛ زادهٔ ۲۵ دسامبر ۱۹۹۵) بازیکن فوتبال است.
از باشگاه‌هایی که در آن بازی کرده‌است می‌توان به باشگاه ورزشی لاتزیو اشاره کرد.